# Příbohy
Příbohy (dříve též Řiboch, německy Rziboch) jsou malá vesnice a část obce Nosálov v okrese Mělník ve Středočeském kraji. Nachází se asi 3,5 kilometru západně od Nosálova. Příbohy leží v katastrálním území Libovice o výměře 5,27 km².

## Historie
První písemná zmínka o vesnici pochází z roku 1253.

## Obyvatelstvo
Při sčítání lidu v roce 1921 ve vsi žilo 59 obyvatel (z toho 26 mužů), z nichž bylo devět Čechoslováků a padesát Němců. Kromě jednoho evangelíka se hlásili k římskokatolické církvi. Podle sčítání lidu z roku 1930 měla vesnice padesát obyvatel: sedm Čechoslováků a 43 Němců. Všichni byli římskými katolíky.
| Rok            | 1869 | 1880 | 1890 | 1900 | 1910 | 1921 | 1930 | 1950 | 1961 | 1970 | 1980 | 1991 | 2001 | 2011 | 2021 |
| -------------- | ---- | ---- | ---- | ---- | ---- | ---- | ---- | ---- | ---- | ---- | ---- | ---- | ---- | ---- | ---- |
| Počet obyvatel | 113  | 109  | 83   | 61   | 65   | 59   | 50   | 19   | 19   | 19   | 18   | 12   | 11   | 11   | 12   |
| Počet domů     | 16   | 16   | 16   | 16   | 17   | 15   | 12   | 9    | 9    | 5    | 5    | 10   | 10   | 11   | 11   |

## Obecní správa
Při sčítání lidu v letech 1850–1960 byly Příbohy osadou obce Libovice, s nimiž patřily nejprve do okresu Dubá, v roce 1950 k okresu Doksy a od roku 1960 k okresu Mělník. Od 1. července 1960 do 31. prosince 1979 byly částí obce Nosálov v okrese Mělník. Od 1. ledna 1980 do 31. března 1996 byly částí města Mšeno v okrese Mělník. Od 1. dubna 1996 jsou opět částí obce Nosálov v okrese Mělník.

## Pamětihodnosti
- Usedlosti čp. 9, 14 a 40
- Stodola u čp. 10, st. 55
- Lípa Příbohy 1 – památný strom (lípa malolistá) u křížku naproti čp. 2